# 2010 au Manitoba
Chronologie du Manitoba
- 2006
- 2007
- 2008
- 2009
- 2010
- 2011
- 2012
- 2013
- 2014

Cette page concerne des événements d'actualité qui se sont produits durant l'année 2010 au Manitoba, une province canadienne.

## Politique
- Premier ministre : Greg Selinger
- Chef de l'Opposition :
- Lieutenant-gouverneur : Philip Lee
- Législature :

## Décès
- 30 mai : Dufferin Roblin, premier ministre du Manitoba.
- 16 décembre : Sterling Lyon, premier ministre du Manitoba.